# تيد انجلوا
تيد انجلوا (بالإنجليزية: Ted Langlois)‏ هو متزلج قفز أمريكي، ولد في 25 يناير 1968 في باترسون في الولايات المتحدة.

## وصلات خارجية
- تيد انجلوا على موقع الاتحاد الدولي للتزلج (القفز التزلجي) (الإنجليزية)
- تيد انجلوا على موقع أوليمبيديا (الإنجليزية)